# Rhigospira quadrangularis
Rhigospira quadrangularis là một loài thực vật có hoa trong họ La bố ma. Loài này được (Müll.Arg.) Miers miêu tả khoa học đầu tiên năm 1878.